# پولواما
پولواما (به انگلیسی: Pulwama) یک منطقهٔ مسکونی در هند است که در بخش پولواما واقع شده‌است. پولواما ۱٬۳۹۸ کیلومتر مربع مساحت و ۷۶۵٬۵۶۵ نفر جمعیت دارد و ۱٬۶۳۰ متر بالاتر از سطح دریا واقع شده‌است.